# Florin Piersic
Florin Piersic (pronunciat en romanès: [floˈrin ˈpjersik]; nascut el 27 de gener de 1936) és un actor conegut i personatge de televisió romanès. És especialment famós pels seus papers principals a les pel·lícules Seria Mărgelatu. Té una reputació, sovint parodiada a la cultura popular, per la seva veu com a narrador.
El 2006 i el 2011 l'actor va ser escollit per Disney Pixar per oferir la veu romanesa de Mack a la pel·lícula d'animació Cars.

## Biografia
Els pares de Piersic eren de Bucovina, la seva mare va néixer a Valea Seacă i el seu pare, Ștefan Piersic, metge veterinari, era originari de Corlata. Piersic va passar els seus anys d'infància a Corlata, Pojorâta i Cajvana, més tard, a Cernăuţi, i després la seva família es va traslladar a Cluj, on Florin es va graduar a l'escola secundària per a nois número 3.
Piersic va assistir a l'Acadèmia Caragiale d'Arts Teatrals i Cinematografia de Bucarest. Es va unir al repartiment habitual del Teatre Nacional Romanès el 1959 i va actuar en nombroses produccions fins a la seva jubilació el 1989. El seu primer paper va ser com a Richard a The Devil's Disciple.
El 1958 va debutar a la pantalla a la coproducció franco-romanesa Els cards del Bărăgan. Va aparèixer en més de quaranta pel·lícules, la majoria d'elles a l'època Ceauşescu. Sovint representava personatges heroics i masculins. Més recentment, va actuar en una telenovel·la.
Piersic es va casar tres vegades: amb Tatiana Iekel (el seu matrimoni va durar del 1962 al 1974), amb qui va tenir un fill, Florin Jr.; A Anna Széles (1975–1985), mare d'un altre fill, Daniel; i des de 1993, està casat amb Anna Török.
El 2006, va ser votat al lloc 51 de la llista dels 100 millors romanesos. El 2008 es va convertir en ciutadà honorari d'Oradea. El 2009, se li va concedir el premi a la trajectòria al Festival Internacional de Cinema de Transilvania.

## Filmografia seleccionada
- 1957 - Els cards del Bărăgan - Tănase
- 1961 - S-a furat o bombă - El jove gàngster
- 1965 - Harap Alb
- 1968 - Kampf un Rom!
- 1968 - Columna - Sabinus
- 1970 - Alliberament - Otto Skorzeny
- 1971 - Miquel el valent - Preda Buzescu
- 1975 - Stefan Cel Mare - Vaslui 1475 - Cristea Jder
- 1976 - Pintea Viteazul - Grigore Pintea
- 1977 - Oli! - Dan
- 1980 - Drumul oaselor - Mărgelatu
- 1981 - Trandafirul galben - Mărgelatu
- 1983 - Misterele Bucureștilor - Mărgelatu
- 1985 - Masca de argint - Mărgelatu
- 1986 - Colierul de turcoaze - Mărgelatu
- 1987 - Totul se plătește - Mărgelatu
- 2004 - Numai iubirea - Octavian
- 2005 - Eminescu vs Eminem
- 2005 - Lacrimi de iubire - El pare d'Alexandra
- 2006 - Lacrimi de iubire - filmul - Titus Mateescu
- 2009 - Estat de Romania - General Teodorescu
- 2014 - O noua viața - Tase
- 2016 - Străini la nit
- 2019 - Sacrificiul - Aristide
- 2020 - Sacrificiul: Alegerea - Aristide